# Tekapo (jezioro)
Tekapo – jezioro w Nowej Zelandii, na Wyspie Południowej o powierzchni 87 km² oraz maksymalnej głębokości 120 m. 
Jest jeziorem polodowcowym. Do Tekapo wpływają rzeki: Godley oraz Macaulay, wypływa natomiast z niego rzeka Tekapo. Jezioro to jest wykorzystywane do produkcji energii elektrycznej. 